# Albert Carel Snouckaert van Schauburg (1763-1841)

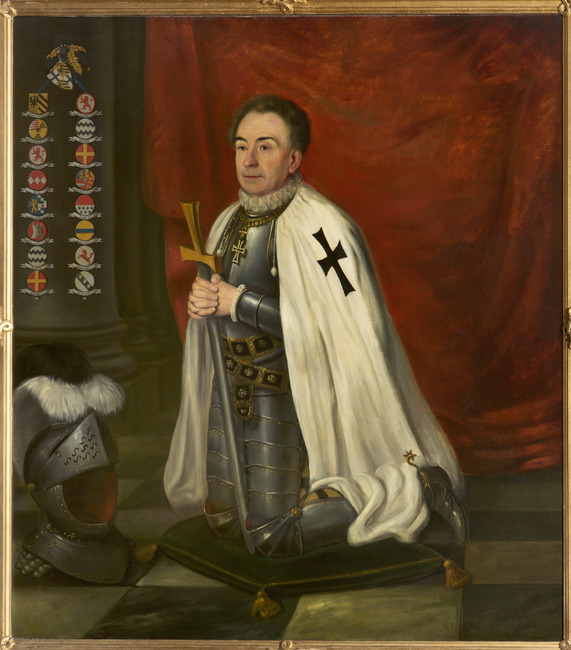
Albert Carel Snouckaert van Schauburg als landcommandeur van de Duitse Orde

Albert Carel baron Snouckaert van Schauburg (Overhage, Cuijk, 22 oktober 1763 - Den Haag, 6 mei 1841) was een militair in de Noordelijke Nederlanden en hofdienaar.
Hij was een landcommandeur van de Duitse Orde, page van de stadhouder Willem V, intendant van de paleizen en hofmaarschalk van koning Lodewijk Napoleon, onderprefect van Amersfoort, kamerheer van de souvereine vorst, lid van de Hoge Raad van Adel, opperschenker van koning Willem I.
Als page van den erfstadhouder prins Willem V verkeerde hij in zijn jeugd aan het hof, trad in Staatse dienst en klom op tot luitenant-kolonel bij de 'Gardes du Corps' (18 juli 1793), tot hij bij het vertrek der Stadhouderlijke familie naar Engeland (18 januari 1795) zijn ontslag vroeg en kreeg.
Tijdens de Bataafse Republiek en het Koninkrijk Holland werd hij benoemd tot directeur der militaire archieven (15 juni 1803), een functie die hij echter niet aanvaardde, daarna tot onderdirecteur van het depot-generaal van oorlog, 20 januari 1808; luitenant-kolonel bij de generale staf, 17 maart 1807; intendant van het Koninklijke Paleis te Utrecht, vervolgens te Amsterdam en directeur mobilair van de kroon (26 december 1808).
Hij vergezelde koning Lodewijk op het einde van 1809 en begin 1810 als hofmaarschalk ‘eerste prefect van het paleis’ naar Frankrijk, en was in 1811 gevestigd als onder-prefect van het arrondissement te Amersfoort.
Toen generaal Molitor in november 1813 de troepen van Falba, die eerst Woerden geplunderd en uitgemoord hadden, naar Amersfoort zond, probeerden de aanvoerder, officieren en minderen een volksbeweging uit te lokken, om het drama van Woerden te herhalen, onder het voorwendsel dat de Amersfoorters zich tegen de Fransen verklaard hadden. Snouckaert wist echter door omzichtigheid en beleid alle gewelddadigheden af te wenden. Zodra 28 november 1813 Falba zich op bevel van Molitor naar Naarden begeven had, liet Snouckaert de kozakken door de Kamppoort naar binnen.
De Souvereine Vorst, daarna koning Willem I, benoemde Snouckaert tot verschillende hoge betrekkingen, onder andere tot lid van de Hoge Raad van Adel en opperschenker. Bij Staatsblad van 27 augustus 1814 werd hij in den Nederlandse adel erkend met de titel van baron, overgaande op alle afstammelingen. Ook was hij landcommandeur van de Duitse orde, baljuw van Utrecht, zijn geschilderd portret hangt in het Ordehuis te Utrecht.

## Privé
Snouckaert was lid van de familie Snouckaert van Schauburg en een zoon van officier Willem Carel Snouckaert van Schauburg (1717-1790) en diens tweede echtgenote Wilhelmina Jeanne van Randwijck (1739-1802), telg uit het oud-adellijke geslacht Van Randwijck. Hij huwde in 1787 met Johanna Gijsberta Cornelia Brouwer (1770-1851) met wie hij negen kinderen kreeg.
- Biografisch Portaal: 40709141
- Digitale Bibliotheek voor de Nederlandse Letteren: snou010